# Dekanat Pławniowice
Dekanat pławniowicki – jeden z 16 dekanatów katolickich wchodzących w skład diecezji gliwickiej, w którego skład wchodzi 8 parafii. 

## Parafie dekanatu
- parafia Wszystkich Świętych w Bojszowie
- parafia św. Marcina Biskupa w Paczynie
- parafia Narodzenia św. Jana Chrzciciela i Matki Boskiej Częstochowskiej w Poniszowicach
- parafia Niepokalanego Poczęcia Najświętszej Maryi Panny w Pławniowicach
- parafia św. Józefa Robotnika w Taciszowie
- parafia św. Mikołaja Biskupa Dobroci w Rudnie
- parafia Trójcy Świętej w Rachowicach
- parafia Matki Boskiej Różańcowej w Rzeczycach